# 孔夫朗自由城
孔夫朗自由城（法語：Villefranche-de-Conflent，法語發音：[vilfʁɑ̃ʃ də kɔ̃flɑ̃] ⓘ）是法国东比利牛斯省的一个市镇，位于该省中部，属于普拉德区。

## 名称
在加泰罗尼亚语中，该镇的名称是Vilafranca de Conflent。
该镇的法语原名是Villefranche（自由城）。1893年8月28日，Villefranche de Conflent（孔夫朗自由城）的新名称被采用。

## 地理
孔夫朗自由城（42°35'14"N, 2°22'4"E）面积4.46 平方千米，位于法国奧克西塔尼大區东比利牛斯省，该省份为法国大陆部分最南部的省份，涵盖了北加泰罗尼亚，北起奥德省，西接阿列日省和安道尔，南与西班牙接壤，东临地中海。
与孔夫朗自由城接壤的市镇（或旧市镇、城区）包括：科纳、里亚-锡拉克、科尔内亚德孔夫朗、菲亚、塞尔迪尼亚。
孔夫朗自由城的时区为UTC+01:00、UTC+02:00（夏令时）。

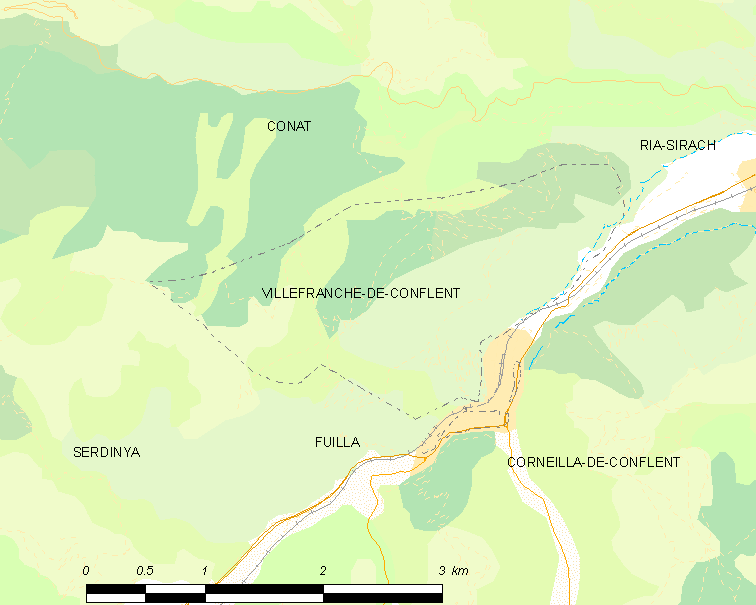
孔夫朗自由城的OSM定位图

### 地质
孔夫朗自由城占地446公顷。它的海拔从390米到1395米不等。该市被归类为三级地震活动区，对应于中等地震活动。

### 气候
根据CNRS基于1971-2000年期间的一系列数据进行的一项研究，2010年，该市的气候为变化地中海气候。2020年，法国气象局发布了法国大都市的气候类型学，其中该市暴露于山区或山区边缘的气候，位于东比利牛斯山气候区，其特点是降雨量低、日照非常好（2600小时/年）、空气干燥，尤其是在冬季，少雾天。
1971-2000年期间，年平均温度为11.8°C，年热振幅为14.4°C。年平均降雨量为963毫米，1月降雨量为6.1天，7月降雨量为5.2天。1991年至2020年期间，最近的气象站（位于大圆圈航行10公里处的埃乌斯）观测到的年平均温度为13.6°C，年平均累积降水量为539.8毫米。展望未来，根据不同的温室气体排放情景，该市2050年的气候参数估计可在2022年11月由法国气象局发布的专用网站上查阅。

### 自然环境和生物多样性

#### 保护区
监管保护是保护杰出自然区域及其相关生物多样性的最有力干预手段。
该市有一个保护区：加泰罗尼亚比利牛斯地区自然公园，创建于2004年，占地139,062公顷，分布在该省66个市镇。该地区从低海拔山谷的蔬菜和水果田延伸到东比利牛斯省的最高峰，穿过加里格山脉和地中海森林。

#### Natura 2000网络

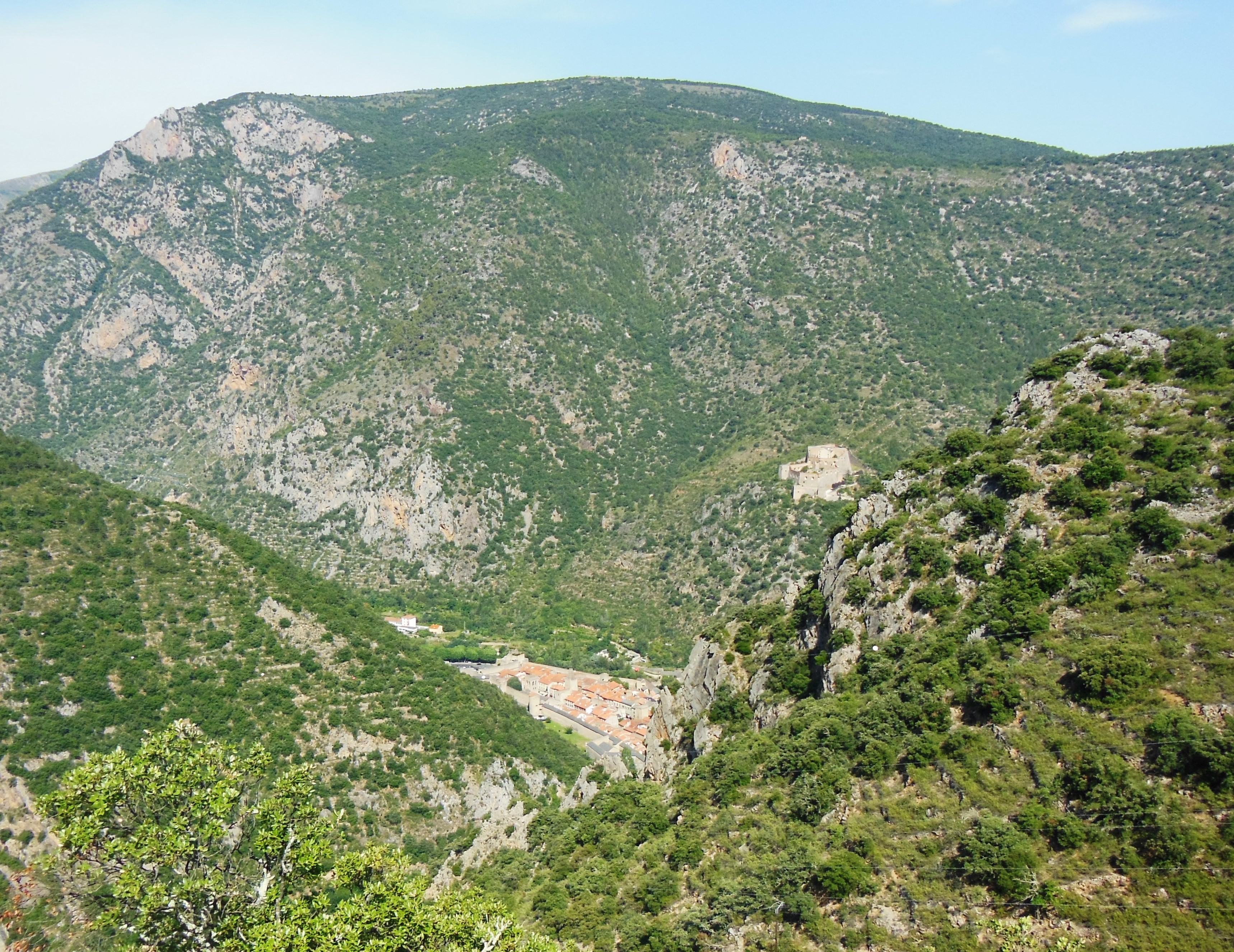
位于泰特河谷中的中世纪城镇和城堡

Natura 2000网络是根据《栖息地和鸟类指令》建立的具有生态意义的自然地点的欧洲生态网络，包括特别保育区（SCA）和特别保护区（SPA）。根据《栖息地指令》，在该市定义了Natura 2000场地。
“马德雷斯-科罗纳特高地”占地21,363公顷，提供了多种植被相，包括超地中海灌木丛、苏格兰松或钩松松林、纯山毛榉林或冷杉林、比利牛斯金雀花或杜鹃花属荒地或高山草坪，以及鸟类指令
马德雷斯-科罗纳特地块面积为21,396公顷，对《鸟类指令》附件一所列的17种物种具有强烈的生态价值，包括胡兀鹫。

#### 具有生态、动物群和植物群利益的自然区域
生态、动物群和植物群感兴趣的自然区域清单（ZNIEFF）旨在覆盖生态最感兴趣的区域，主要目的是提高对国家自然遗产的认识，并为不同决策者提供一个工具，帮助他们在空间规划中考虑环境。该公社确定了两个1型ZNIEFF：“贝洛克高原和霍尔特台地”（494公顷），覆盖该省的3个市镇，以及“
坎帕尼亚岩和利贝里亚堡”（414公顷），覆盖该省3个市镇，一个2型ZNIEF，：“马德雷斯地块南坡”（27,267公顷），覆盖该省27个市镇。

## 城镇化

### 类型
截至2024年1月1日，孔夫朗自由城被归类为具有分散栖息地的农村市镇，根据国家统计局在2022年定义的新的七级公共密度网格。它位于城市单元之外。此外，该市是普拉德吸引区的一部分，是王冠（周边）区域的一个市镇。该区域包括26个市镇，分类为居民少于50,000人的地区。

### 土地使用
根据欧洲生物物理土地覆盖数据库（CLC）的数据，该市的土地覆盖率以森林和半自然环境的重要性为标志（2018年为95.6%），与1990年（95.7%）的比例相同。2018年的详细分布如下：灌木和/或草本植被栖息地（64.8%）、森林（30.7%）、城镇化地区（2.3%）、异质农业地区（2.1%）。

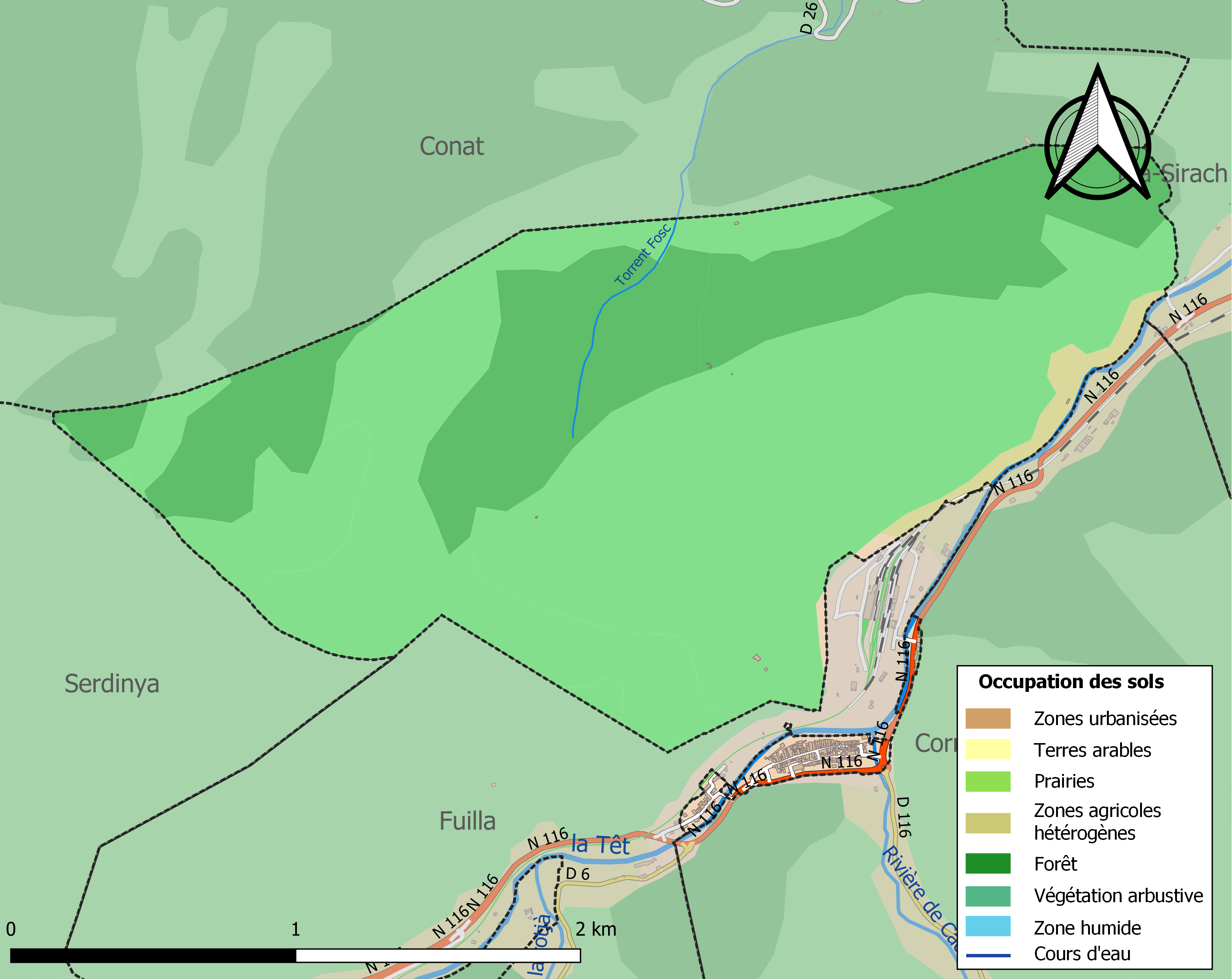
孔夫朗自由城的土地使用地图

### 交通线路
116号国道穿过该市镇，东面连接普拉德和佩皮尼昂，西面连接塞尔达尼亚和安道尔。
在自由城-韦尔内莱班站（事实上位于菲亚），从佩皮尼昂出发的正常轨道线和黄色列车的米轨（塞尔达涅线）之间发生了变化。因此，该市通过TER（区域快车）服务与塞尔达尼亚和沿海平原相连。
521号线（卡斯泰伊-佩皮尼昂站）、525号线（皮-普拉德）和560号线（波泰皮莫朗斯-佩皮尼昂站）公交车为该镇提供服务。

### 主要危险
孔夫朗自由城的领土容易受到各种自然灾害的影响：洪水、气候（严寒或热浪）、森林火灾、地面运动和地震（中等地震活动）。它还面临两种技术风险，危险材料运输和水坝溃决，以及一种特殊风险，氡风险。

#### 自然灾害风险
市镇区域的某些部分可能受到泰特河盆地河流暴雨洪水风险的影响。
市镇可能发生的地面运动要么是山体滑坡，要么是落石，要么是与地下洞穴相关的坍塌。此外，国家地下洞穴清单允许定位位于市镇的洞穴。

#### 技术风险
在市镇范围内运输危险品的风险与交通繁忙的道路交叉有关。根据运输材料的性质，此类基础设施上发生的事故可能会对350米以下建筑物或人员造成严重影响。因此，可建议制定城市规划规定。
在东比利牛斯省，有七座大型水坝，如果发生溃决，可能会造成破坏。该市是66个可能因其中一座大坝（建于1910年的17.5米高的泰特河布尤斯大坝）溃决而受到洪水影响的市之一。

#### 特殊风险
在国家领土的一些地区，在某些住宅或其他场所积累的氡可能是人口暴露于电离辐射的重要来源。该省的所有市镇都或多或少地受到氡风险的影响。根据2018年的分类，孔夫朗自由城市被归类为3区，即具有显著氡潜力的区域。

## 历史

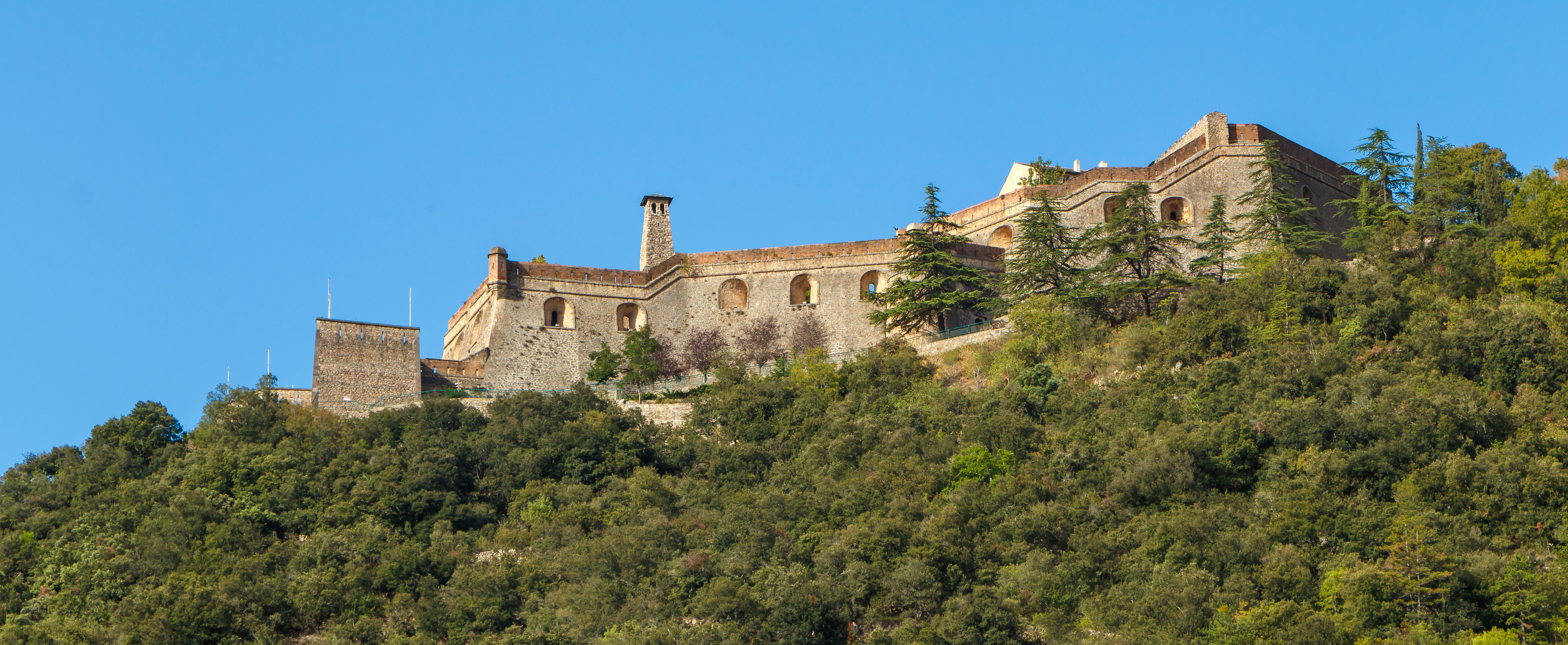
利贝里亚堡

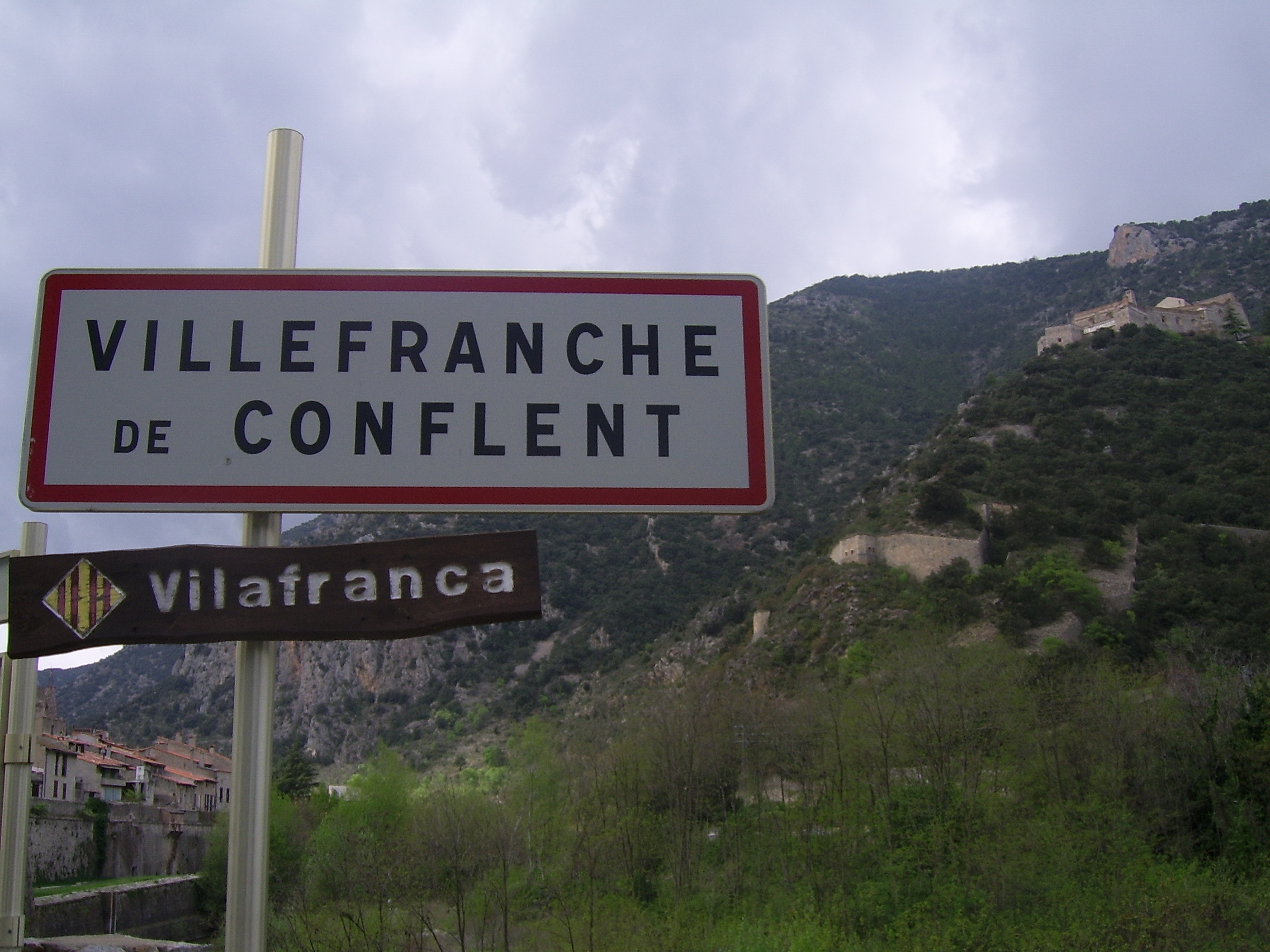
通往自由城的路牌，以法加双语构成

### 建城早期
自由城是根据塞尔达尼亚伯爵吉扬·拉蒙（Guillem Ramon）于1091年4月9日（或1090年或1092年:3）授予的宪章建立的。伯爵在科尔内亚德孔夫朗居住，并希望将自由城作为他的新首都。该地点的选择特别好：在泰特河流域的底部与卡迪河的交汇处，城市控制着通往汇合处主要土地的通道:3。最迟在1126年，这座城市实际上成为了孔夫朗的首都（也是维格里的所在地）。它一直保持到18世纪。
1263年9月，阿拉贡国王海梅一世下令在泰特河上修建三座桥梁。这三座建筑在1421年的可怕洪水中遭到严重破坏或摧毁，只有省皮埃尔桥得以修复。
在13世纪、14世纪和15世纪，城市的防御工事不断重建和完成。该建筑群在14世纪根据新的计划重建，1411年的一份报告证明了这一重建。

### 沃邦要塞
1654年，这座城镇被法国人围困并占领。防御工事随后被拆除，因此无法为西班牙人服务。1669年，根据沃邦的计划开始修建新的防御工事，十年后，他访问了建筑工地。利贝里亚堡建在山腰上，俯瞰城市北部，工程持续到18世纪（1783年修建法兰西门，1791年修建西班牙门）。:9

### 铁路
铁路于1885年连通自由城：城镇通过一条正常轨距的轨道与佩皮尼昂和普拉德相连。直到1909年，塞尔达尼亚的第一段米轨线路才投入使用，直到蒙路易，然后是1911年到马达姆堡，最后是1927年到拉图尔德卡罗勒，在那里该线路与跨比利牛斯线（称为东跨比利牛斯线）相连。

## 行政

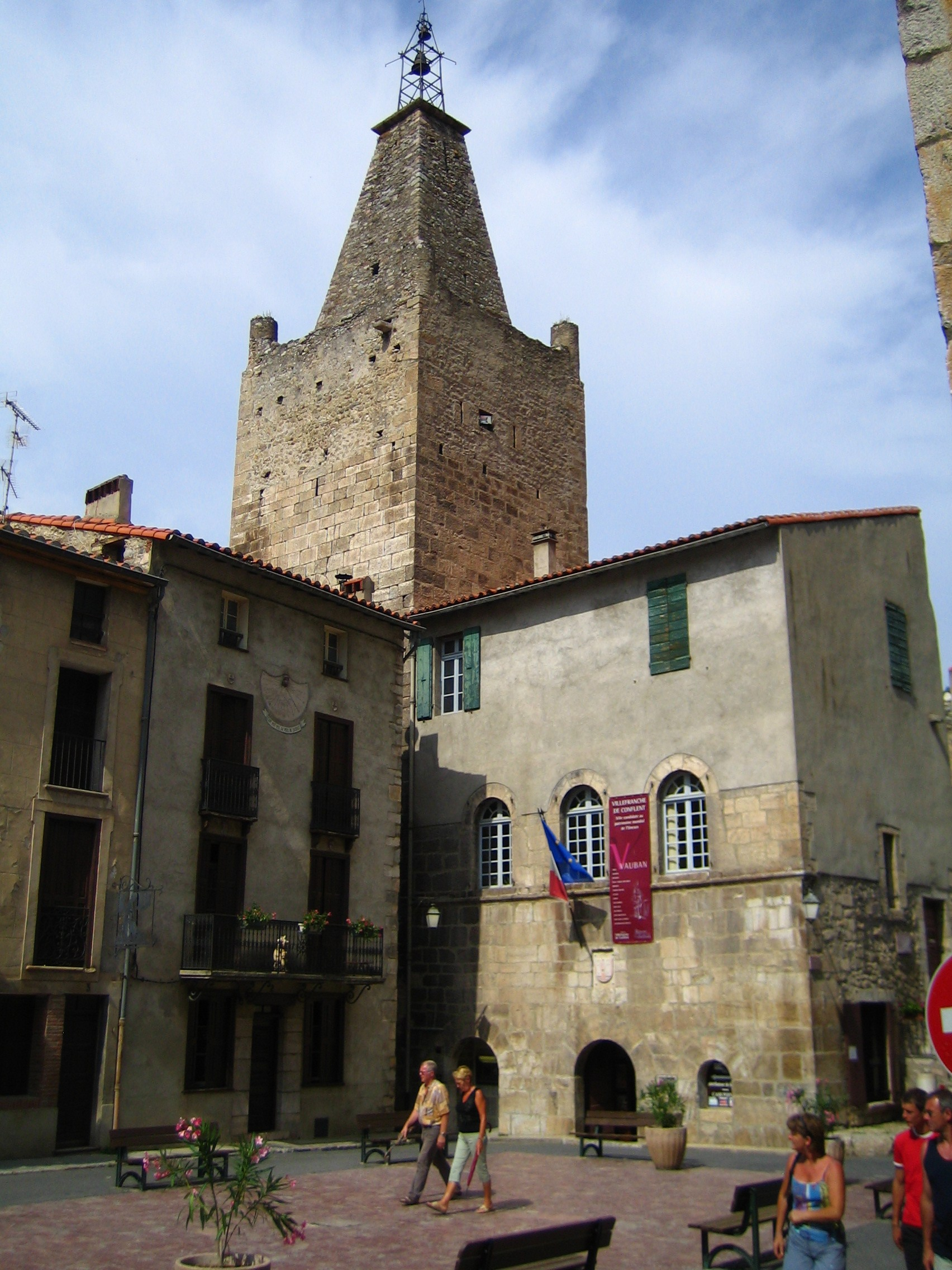
孔夫朗自由城市政厅

孔夫朗自由城的邮政编码为66500，INSEE市镇编码为66223。

## 政治
从2015年开始，孔夫朗自由城所属的省级选区为加泰罗尼亚比利牛斯县。

## 人口
自1793年以来，该市的人口普查记录了居民人数的变化。对于居民少于10,000人的市镇，每五年进行一次人口普查，通过插值或外推估算中间年份的参考人口。对于该市，2004年进行了新系统下的第一次全面人口普查。
2022年，该市有205名居民，与2016年相比减少了4.21%（东比利牛斯省：+3.92%，法国不包括马约特：+2.11%）。
从20世纪80年代以来，该市的人口都未能达到300人。而该市人口最多的时候是在1856年，有889人。

1962-2008年间孔夫朗自由城人口变化图示

## 经济
2018年，该市有112个纳税家庭，包括208人。每个消费单位的可支配收入中位数为14,070欧元（省内平均为19,350欧元）。

### 就业
2018年，15至64岁的人口为132人，其中72.5%从事经济活动（55.7%就业，16.8%失业），27.5%不从事经济活动。自2008年以来，15-64岁的市镇失业率（根据人口普查）高于法国和省平均。
该市是普拉德吸引区周边的一部分，因为至少15%的劳动力在该中心工作。2018年有141个工作岗位，而2013年为169个，2008年为190个。居住在该市的就业人数为78人，这意味着就业集中度为179.5%，15岁及以上人口的活动率为55.2%。
在这78名15岁或以上的在职人员中，45人在市内工作，占居民的58%。55.1%的人使用私人或公司车辆上班，3.8%使用公共交通工具，19.2%使用两轮车、自行车或步行上班，21.8%不需要交通工具（在家工作）。

## 文化

### 体育
孔夫朗自由城是2021年环法自行车赛第15阶段（塞雷-安道尔城）的一个计划通道，距离塞雷的出发点57.4公里。

### 旅游景点
该镇是沃邦防御工事网络的成员，被列为法国最美村庄之一。
2008年7月7日，联合国教科文组织世界遗产委员会将其防御工事列入世界遗产名录，包括围墙、利贝里亚堡和科瓦·巴斯特拉（Cova Bastera）洞穴群，这些洞穴群是17世纪下半叶沃邦元帅的天才智慧创造的。

#### 圣雅各教区教堂
从城市建立之日起，或在随后的几年中，埃尔讷主教授权居民继续修建教堂。
该建筑最古老的部分可追溯到12世纪初。整个建筑在13世纪进行了改造。然后，在17世纪末，在城市防御工事的改造过程中，教区教堂的周围环境完全改变了。
该建筑于1862年被列为法国历史遗迹。

#### 要塞

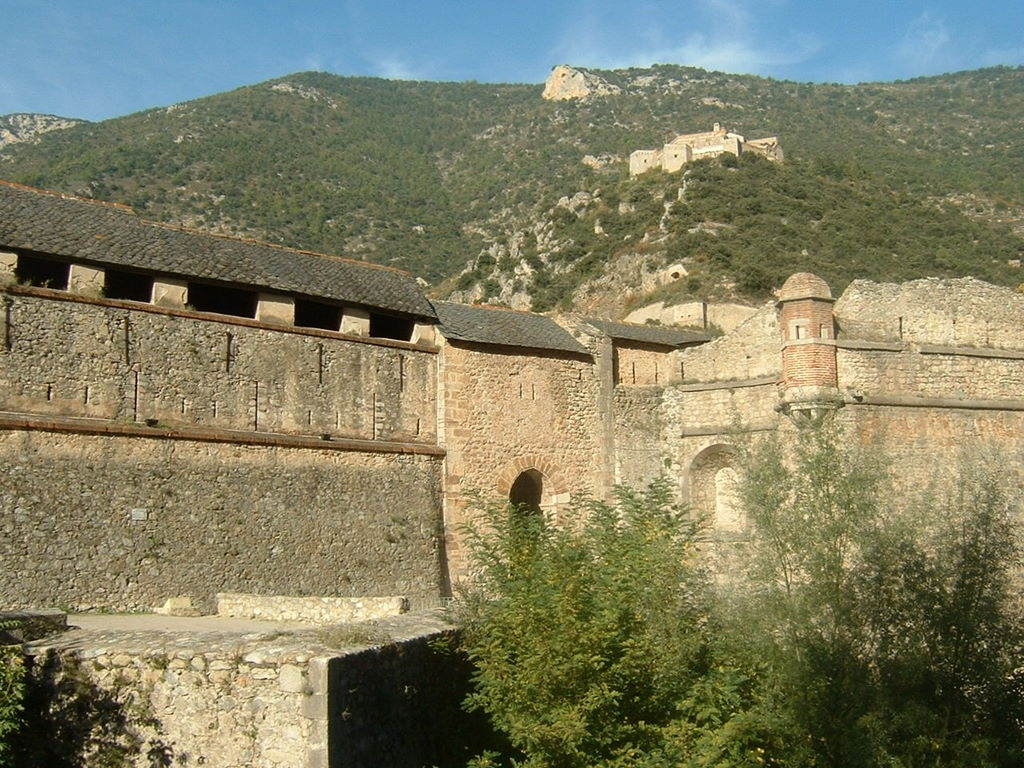
旧法兰西门和王太子堡垒

这座城市被一个长方形的围墙包围，完全保存了下来。它展示了中世纪元素与17世纪和18世纪的重建和添加相结合。
从中世纪开始，尤其是毗邻教堂（东南角）的魔鬼塔仍然存在。它还刻有铭文“开始于1441年，结束于1454年”（加泰罗尼亚语铭文：Comensada fo lany mcccxxxi he finida lany mcccliii）。此外，南幕墙的大部分仍然保留着，两侧是两座半圆形塔楼（14世纪，魔鬼塔之前）。17世纪，通过修筑三个堡垒和一条新的走道，这座幕墙和塔楼得到了加强。第一座塔楼位于科尔内拉堡垒（东南角），第二座塔楼位于魔鬼塔和王后堡垒（西南角）之间。同一平面的第三座塔楼位于西北角，被国王堡垒包围。
鲁西永门和法兰西门也保留了这一时期（18世纪修建的新大门建在其左侧，尊重中世纪建筑），以及通往圣皮埃尔桥的部分大门。
17世纪，沃邦重建并加固了中世纪的防御工事，特别是修建了一座通过地下通道连通的独立堡垒。建造了新的堡垒（特别是上述堡垒）：国王堡垒（西北角）、王后堡垒（西南角）、王太子堡垒（东北角）、科梅利亚堡垒（东南角）和屠宰场堡垒（圣皮埃尔桥上的北幕墙）。
18世纪末，法兰西门（1783年，东面）和西班牙门（1791年）重建，位于城市西面，位于旧塔门的旧址上。:6-8

#### 城镇
除了圣雅各教堂和防御工事，该镇还有几座有趣的建筑，包括中世纪民用建筑的例子。
围墙内的城市空间围绕两条东西平行街道组织：南部的圣雅各街和北部的圣若望街。
老维格里，现在是市政厅的所在地，位于圣若望街，与教堂广场的拐角处。这座建筑可以追溯到12世纪，其两侧的钟楼也是如此，1623年，钟楼顶部有一座砖石金字塔。:6
自由城医院（圣若望街）由蓬斯·德·萨拉伯于1225年创建，包括一座经过改造的主楼，顶部为城齿，以及一座高高的四边形塔楼，塔顶为乌鸦。
当地几乎所有的房屋都可以追溯到中世纪，大多数都经过了改造，因此有不同时期的痕迹。在一楼，它们几乎都有一个或多个大拱门。一些立面仍然有双窗，如位于圣若望街75号（13世纪下半叶）的住宅，或位于圣若望街24-26号（约1500年）的竖框窗。

#### 利贝里亚堡
- 沃邦建造的利贝里亚堡占据了城镇北侧的主导地位，是城市防御系统的组成部分。圣皮埃尔桥上连接城市的地下楼梯“千级台阶”（实际上并没有一千级台阶）建于19世纪。在利贝里亚堡和孔夫朗自由城之间，可以注意到阿克索炮台室的存在。

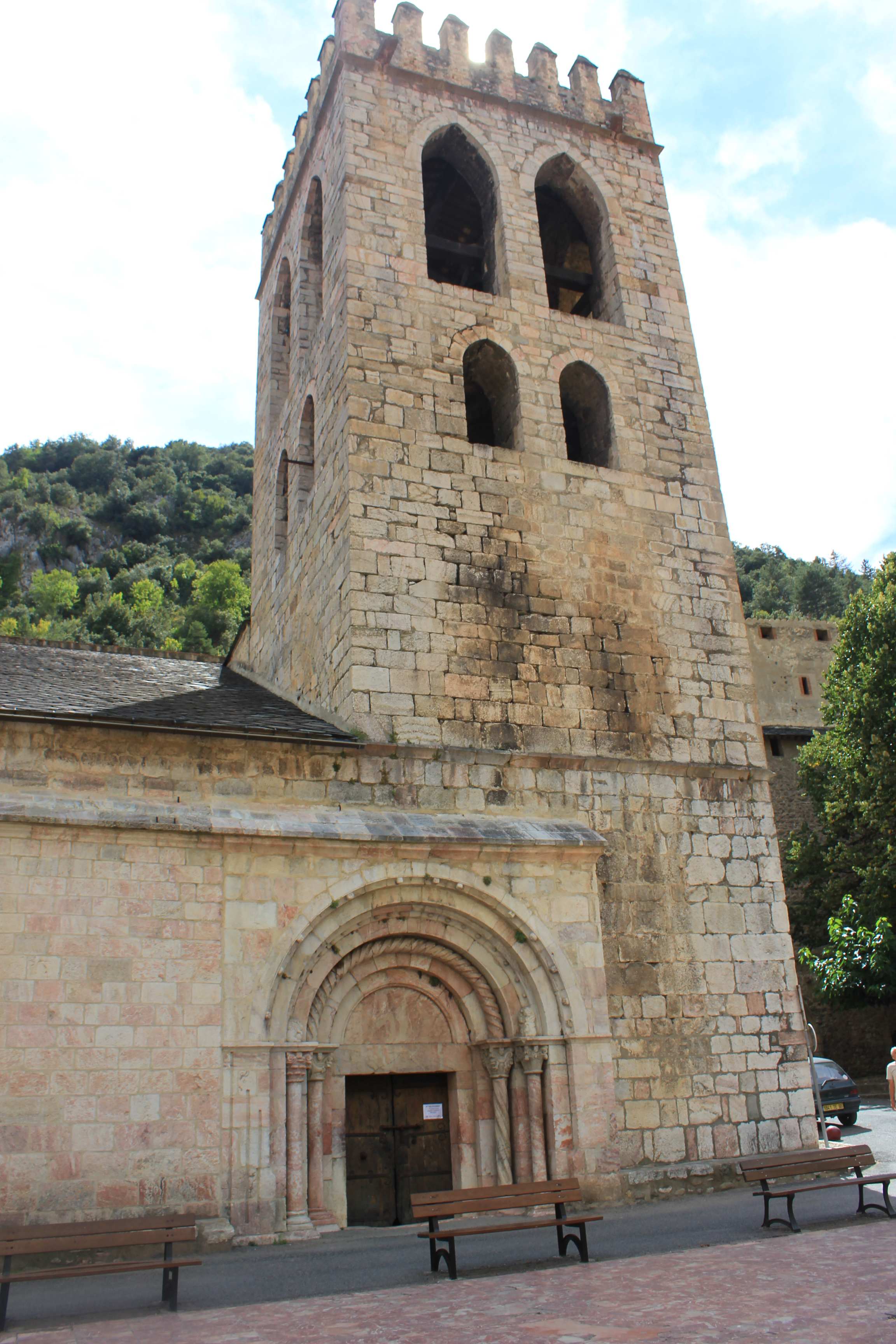
圣雅各教堂

- 贝洛克的圣安德烈教堂，罗马式教堂。
- 康皮耶的圣埃蒂安教堂，另一座罗马式教堂。

### 美食
这座城市的烹饪特色是“bougnette”（加泰罗尼亚语中“bunyete”），它呈现为固体煎饼或非常薄和甜的甜甜圈。

### 当地名人
- 几名参与投毒事件的女性毒枭，包括布兰维利耶侯爵夫人的女佣安妮·盖东，被关押在俯瞰维勒弗兰奇的利比里亚堡。
- 弗朗索瓦·博埃（1769-1825）：画家、雕塑家、作家，出生于孔夫朗自由城
- 亨利·加洛（1897-1950）：橄榄球联盟球员，出生于孔夫朗自由城
- 阿尔贝·卡兹（1924-2012）：历史学家，1948年至2006年担任孔夫朗自由城教区牧师。